# Красимир Стоянов (политик)
Вижте пояснителната страница за други личности с името Красимир Стоянов.
Красимир Стоянов Стоянов (роден 13 май 1950 г. в Стара Загора) е български политик от Българската социалистическа партия (БСП), главен секретар на Президента на Републиката Георги Първанов.
През 1974 г. завършва ВХТИ – София, специалност „Технология на електрохимичните производства и източници на ток“, а през 1985 – Академията за обществени науки в Москва, специалност „Политология“.
Бил е политически работник до 1989 г., а след промените – политически помощник на заместник-председател на БСП, ръководител на група за подпомагане на парламентарната дейност на БСП, секретар на ПГ на БСП и коалиция, зав. отдел на ВС на БСП.
Главен секретар на XXXVII народно събрание, главен съветник на зам. председател на XXXVIII народно събрание.
От 2000 г. е член на ВС на БСП, на Изпълнителното бюро на ВС на БСП и секретар на ИБ на БСП.
Женен, с 2 дъщери.